# Summit Pass, Antarktis
Summit Pass är ett bergspass i Antarktis. Det ligger i Västantarktis. Argentina, Chile och Storbritannien gör anspråk på området. Summit Pass ligger 345 meter över havet.
Terrängen runt Summit Pass är kuperad. Trakten är glest befolkad. Närmaste befolkade plats är Esperanza Base, 5,6 kilometer norr om Summit Pass.